# Gail Sherriff
Gail Sherriff (auch bekannt auch als Gail Chanfreau, Gail Lovera und Gail Benedetti; * 3. April 1945 in Australien) ist eine ehemalige französische Tennisspielerin mit australischen Wurzeln.

## Leben und Karriere
Chanfreau spielte 1966 für die australische Fed-Cup-Mannschaft. 1968 wanderte sie nach Frankreich aus, nahm die französische Staatsbürgerschaft an und trat von 1969 bis 1980 für das französische Fed-Cup-Team an. 
Nach einem solchen Aufeinandertreffen im Jahr 1884 spielte Gail gegen ihre Schwester Carol 1966 das erst zweite Match zwischen Schwestern bei den Wimbledon Championships. Das nächste Geschwister-Match fand 2000 zwischen Serena und Venus Williams statt.  
Chanfreau erreichte 1967 und 1972 jeweils das Viertelfinale der Australian Open und 1968 und 1971 das der French Open. In den Jahren 1967, 1970 und 1971 gewann sie mit Françoise Dürr und 1976 mit Fiorella Bonicelli die Konkurrenz im Damendoppel der French Open.

## Grand-Slam-Titel

### Doppel
| Nr. | Jahr | Turnier                                           | Kategorie  | Belag | Partnerin          | Finalgegnerinnen               | Ergebnis      |
| --- | ---- | ------------------------------------------------- | ---------- | ----- | ------------------ | ------------------------------ | ------------- |
| 1.  | 1967 | Internationale französische Tennismeisterschaften | Grand Slam | Sand  | Françoise Dürr     | Annette van Zyl Pat Walkden    | 6:2, 6:2      |
| 2.  | 1970 | French Open                                       | Grand Slam | Sand  | Françoise Dürr     | Rosie Casals Billie Jean King  | 6:1, 3:6, 6:3 |
| 3.  | 1971 | French Open                                       | Grand Slam | Sand  | Françoise Dürr     | Helen Gourlay Kerry Harris     | 6:4, 6:1      |
| 4.  | 1976 | French Open                                       | Grand Slam | Sand  | Fiorella Bonicelli | Kathleen Harter Helga Masthoff | 6:4, 1:6, 6:3 |

## Persönliches
Neben ihrer Schwester hat sie auch noch einen Bruder. 1968 heiratete sie den französischen Tennisspieler Jean-Baptiste Chanfreau und zog nach Frankreich. Eine zweite Ehe schloss sie mit dem französischen Tennisspieler Jean Lovera.